# ساحة برشلونة
ساحة برشلونة هي إحدى أكبر ساحات تونس العاصمة وتوجد بها محطة للحافلات المتجهة نحو الضواحي الجنوبية، وأخرى للمترو الخفيف حيث تلتقي فيها كل خطوط المترو، كما توجد بها محطة تونس للقطارات. ومن أهم الأنهج التي تصب في هذه الساحة نهج هولندا ونهج اليونان ونهج أنقلترا ونهج إسبانيا، ومن بين ما يفتح على هذه الساحة فرع لمركز التراث الفلسطيني ومكتبة المعرفة فضلا عن العديد من المقاهي والمطاعم.

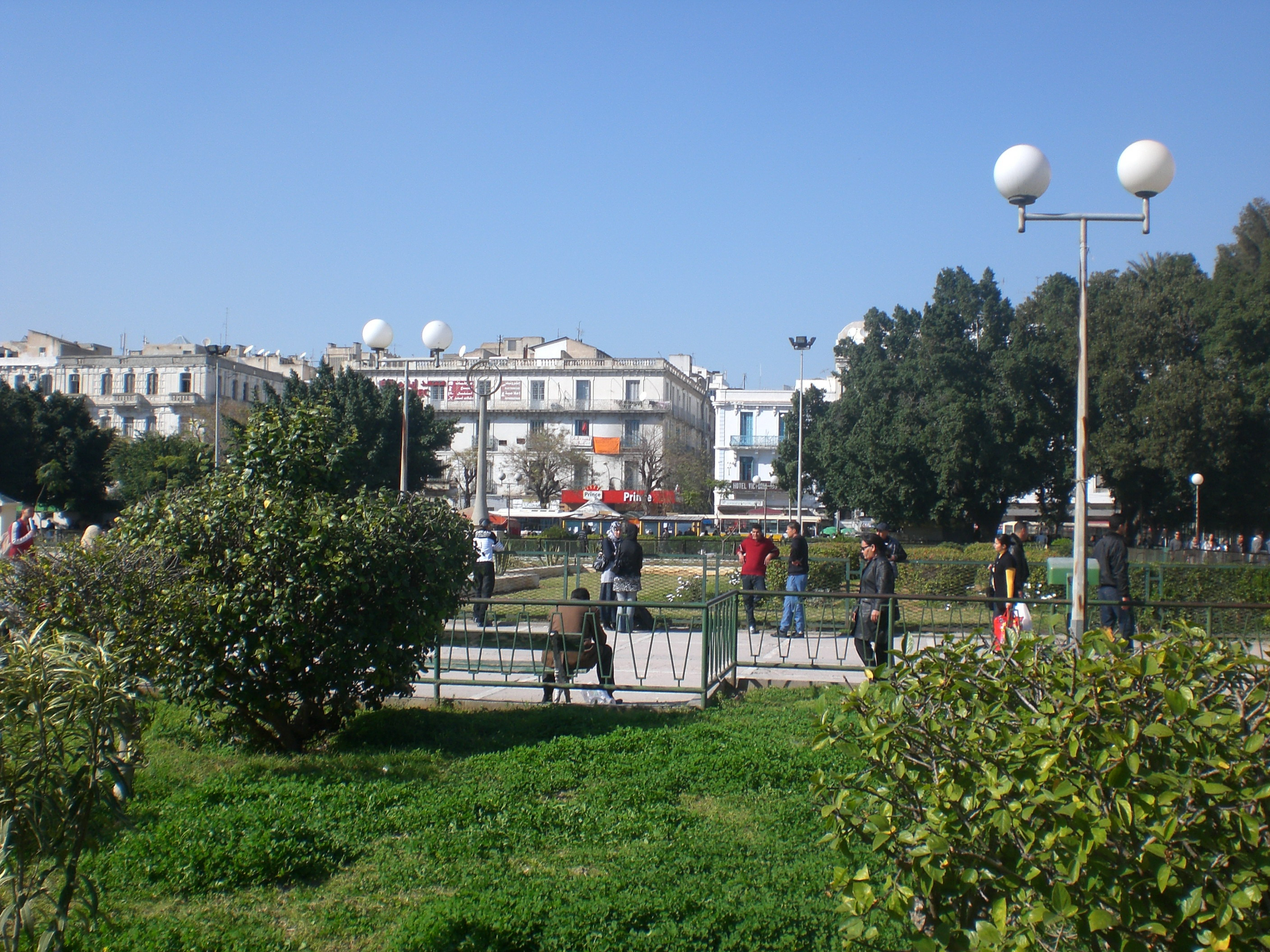
ساحة برشلونة بتونس العاصمة
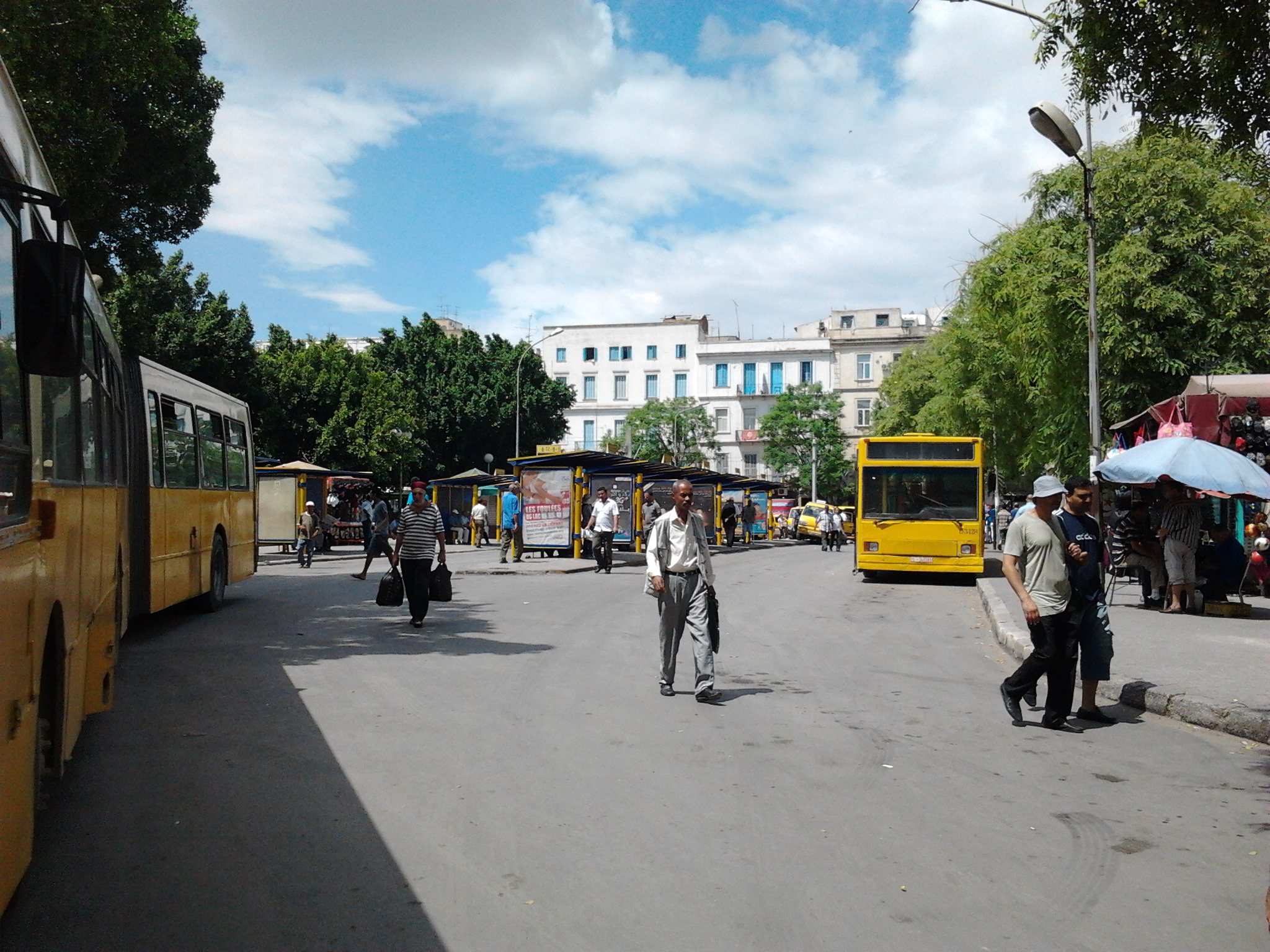
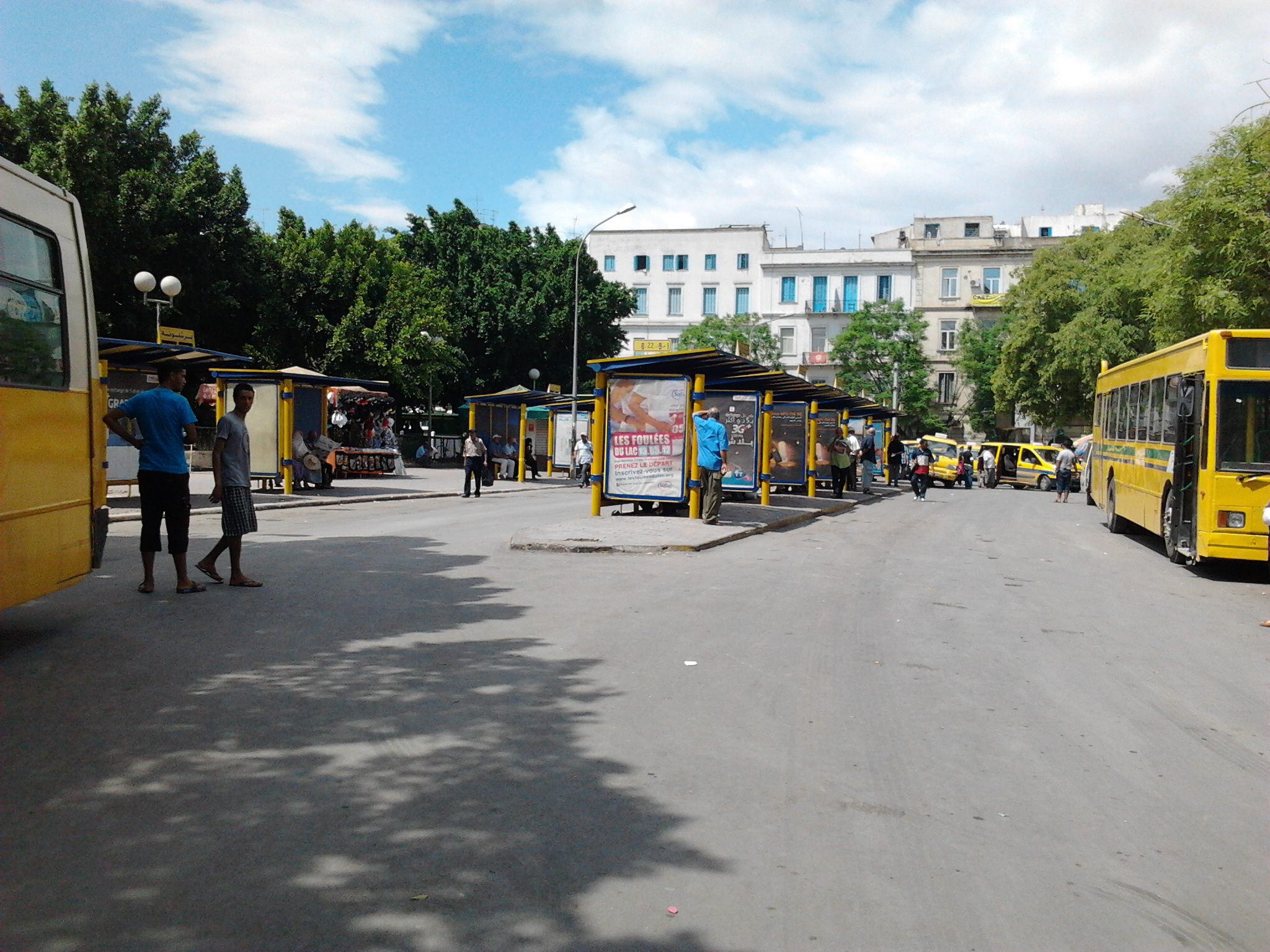
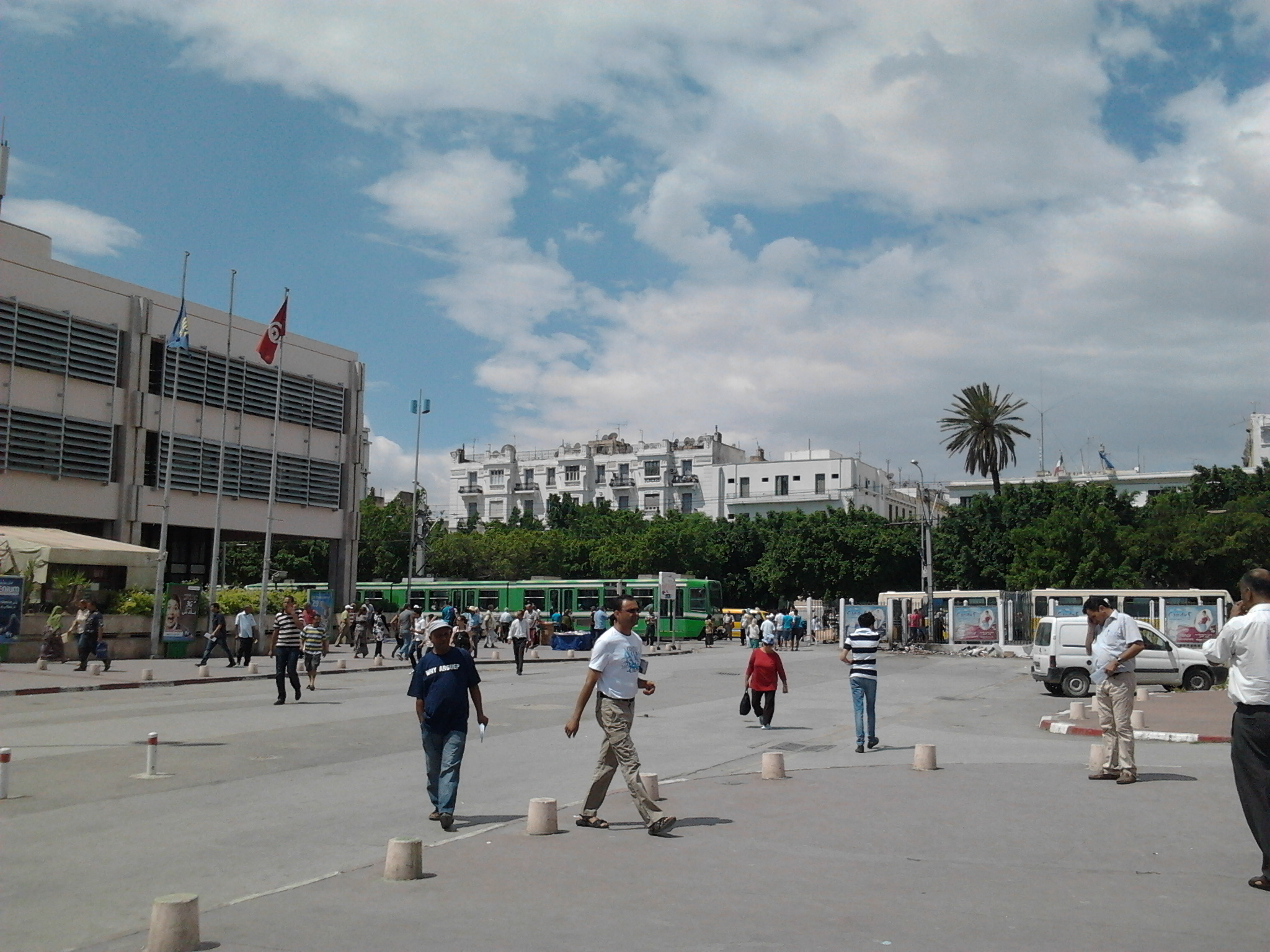
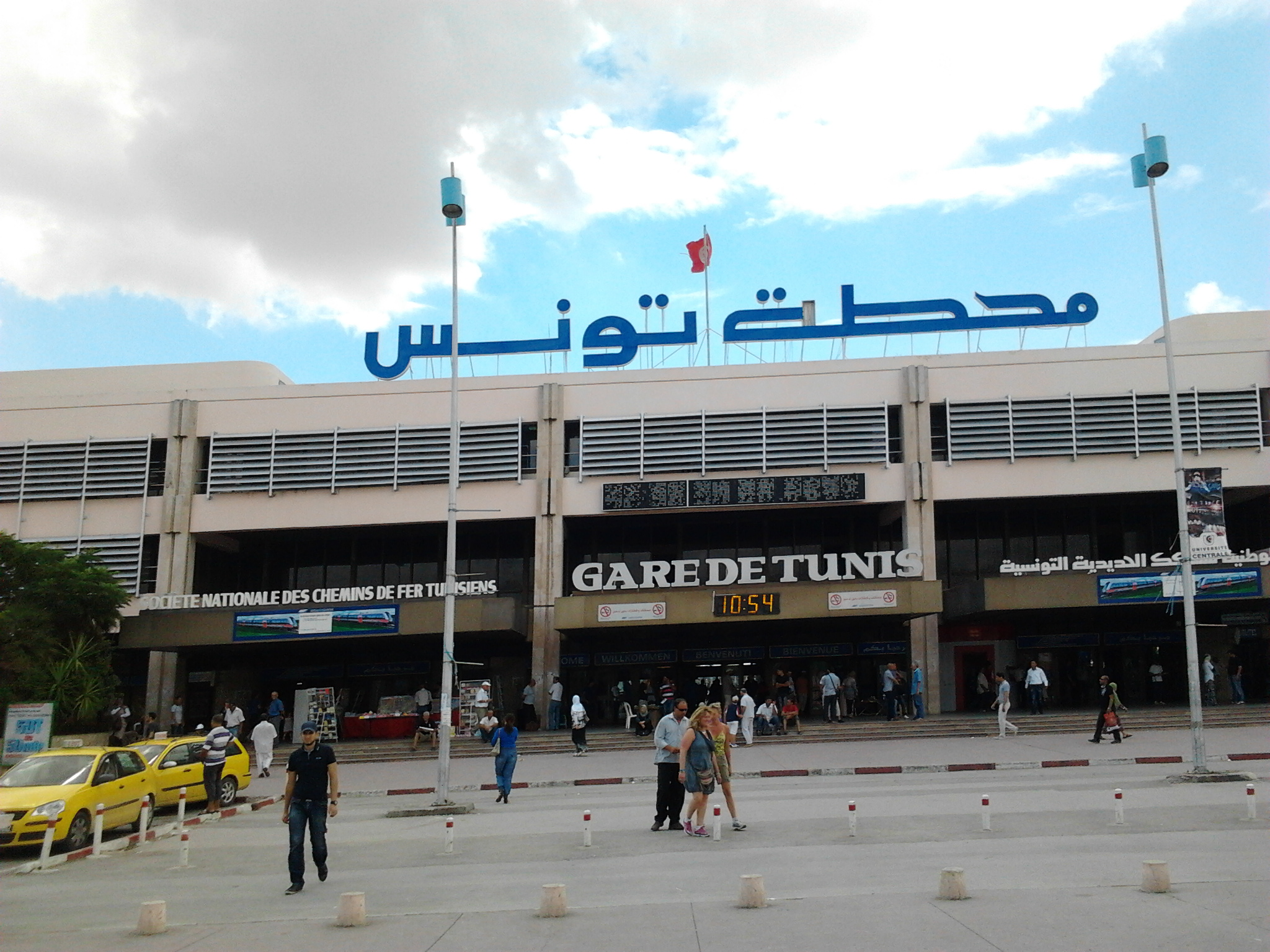
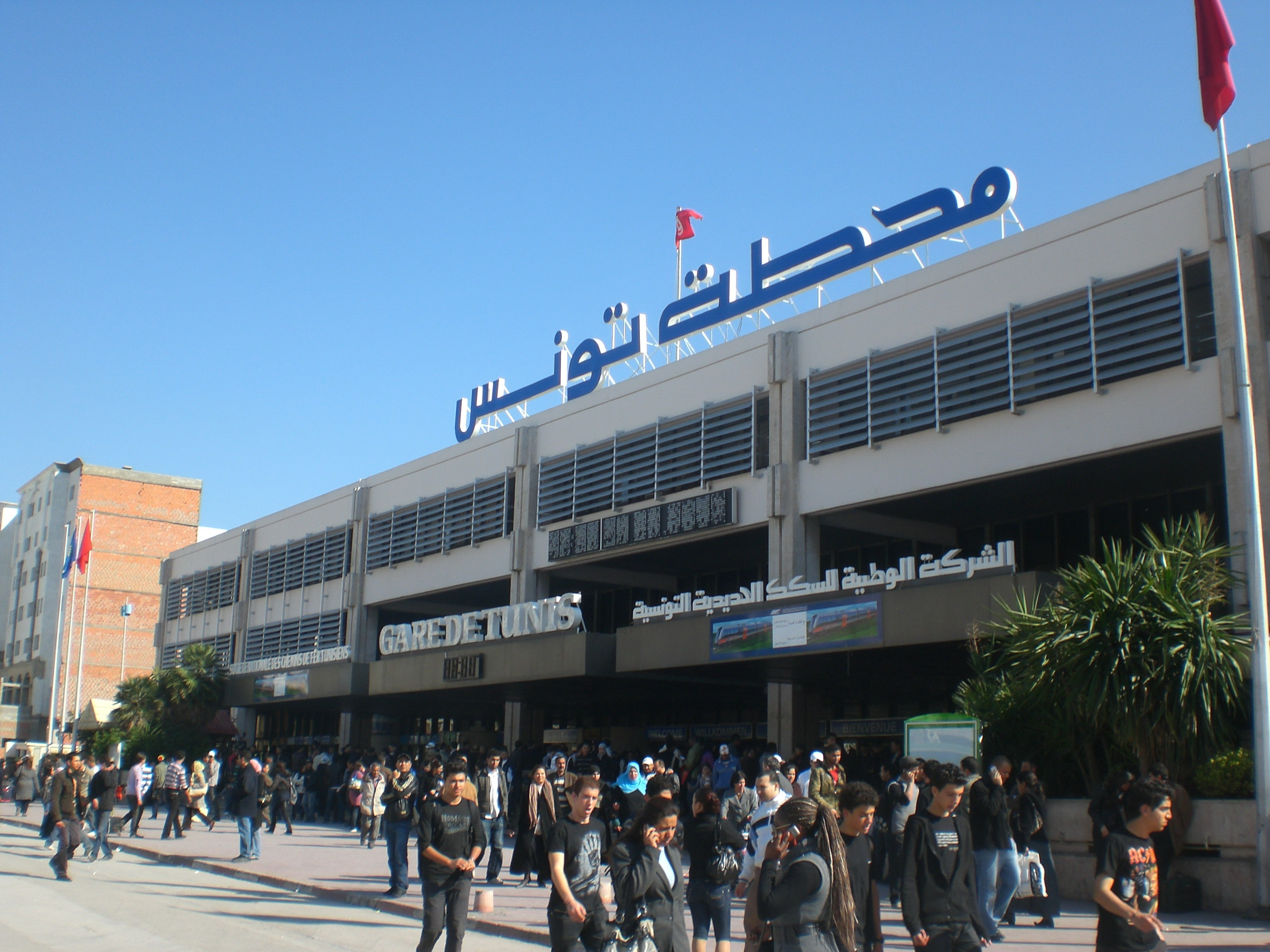
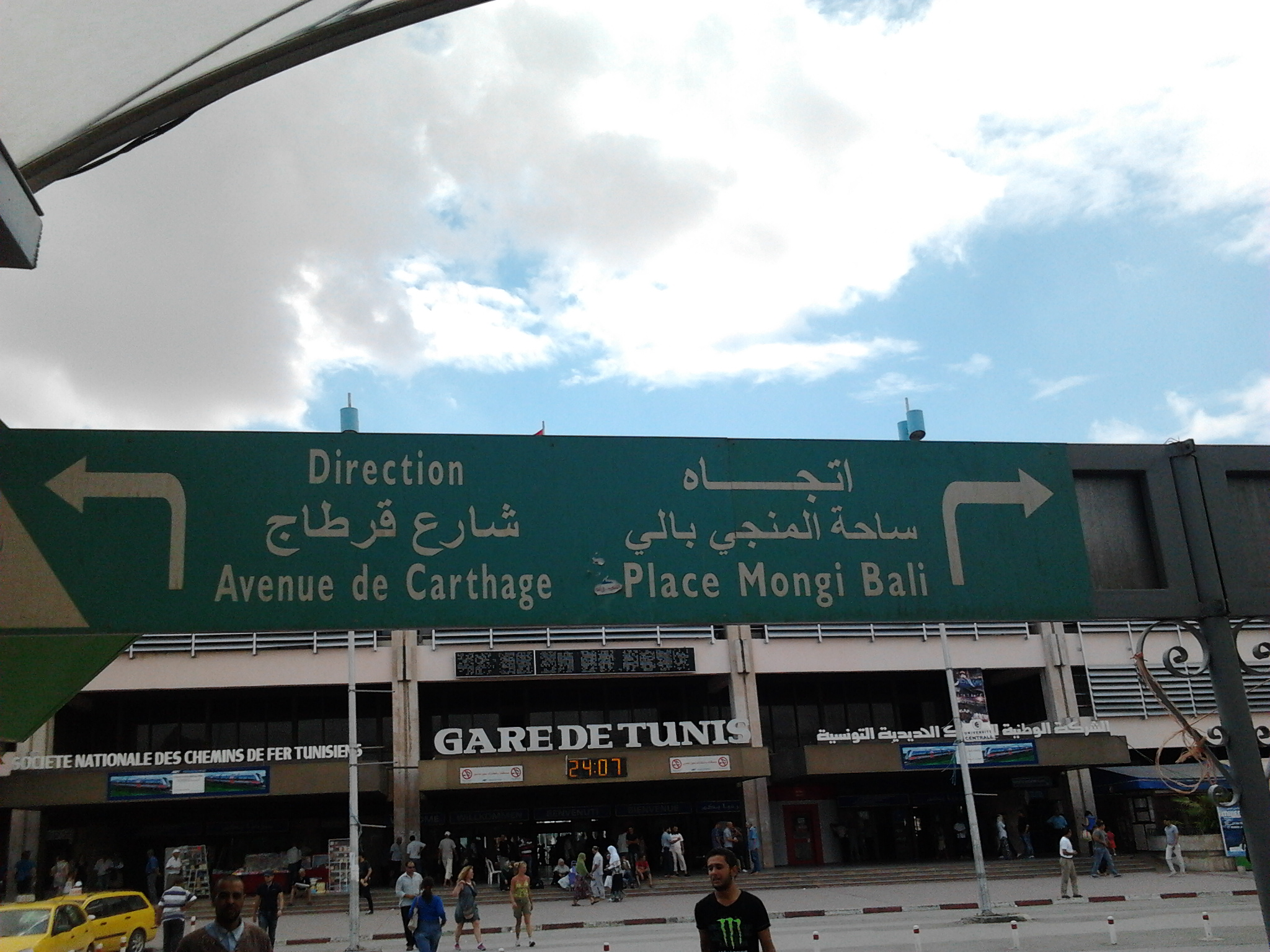
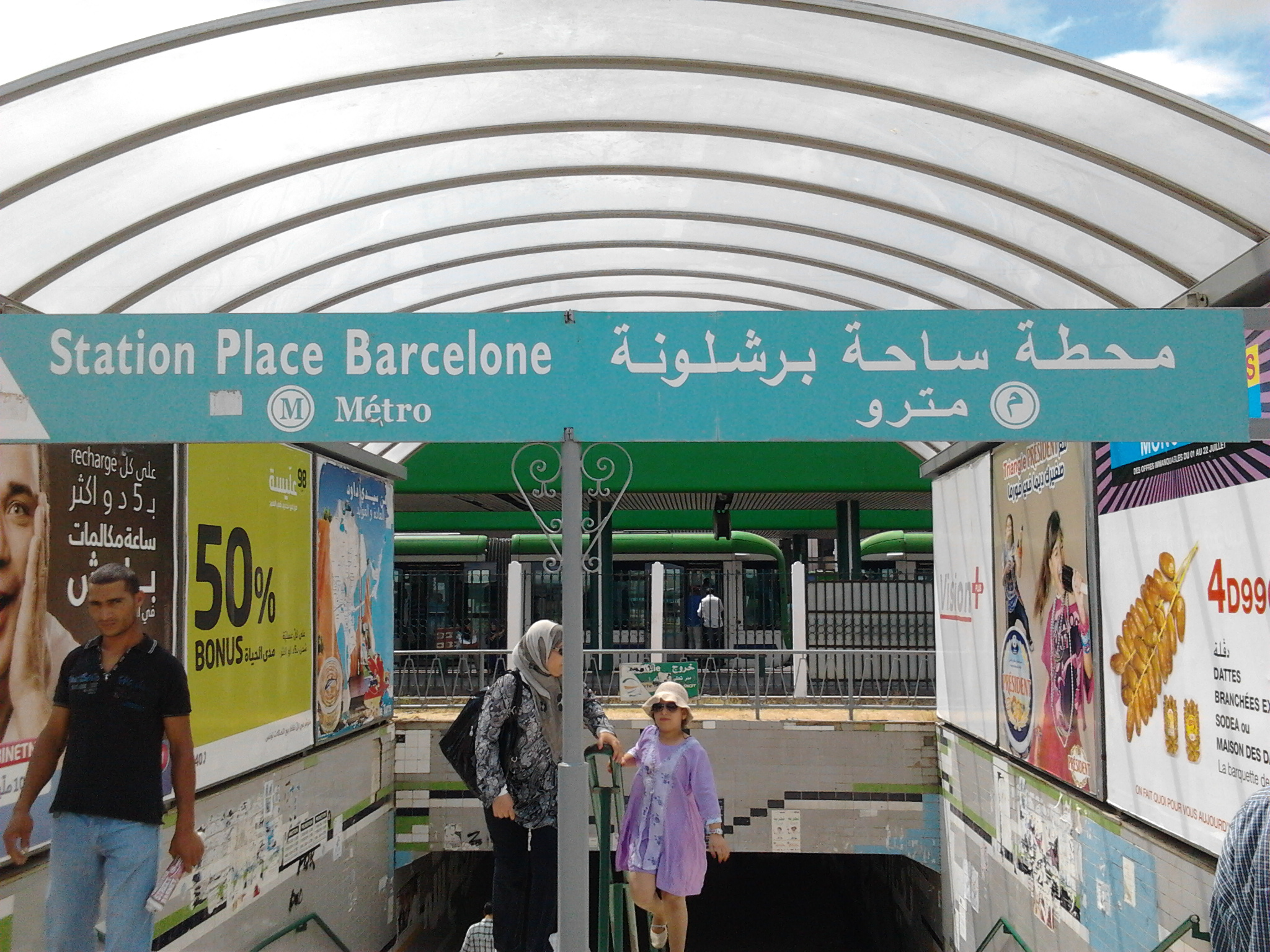
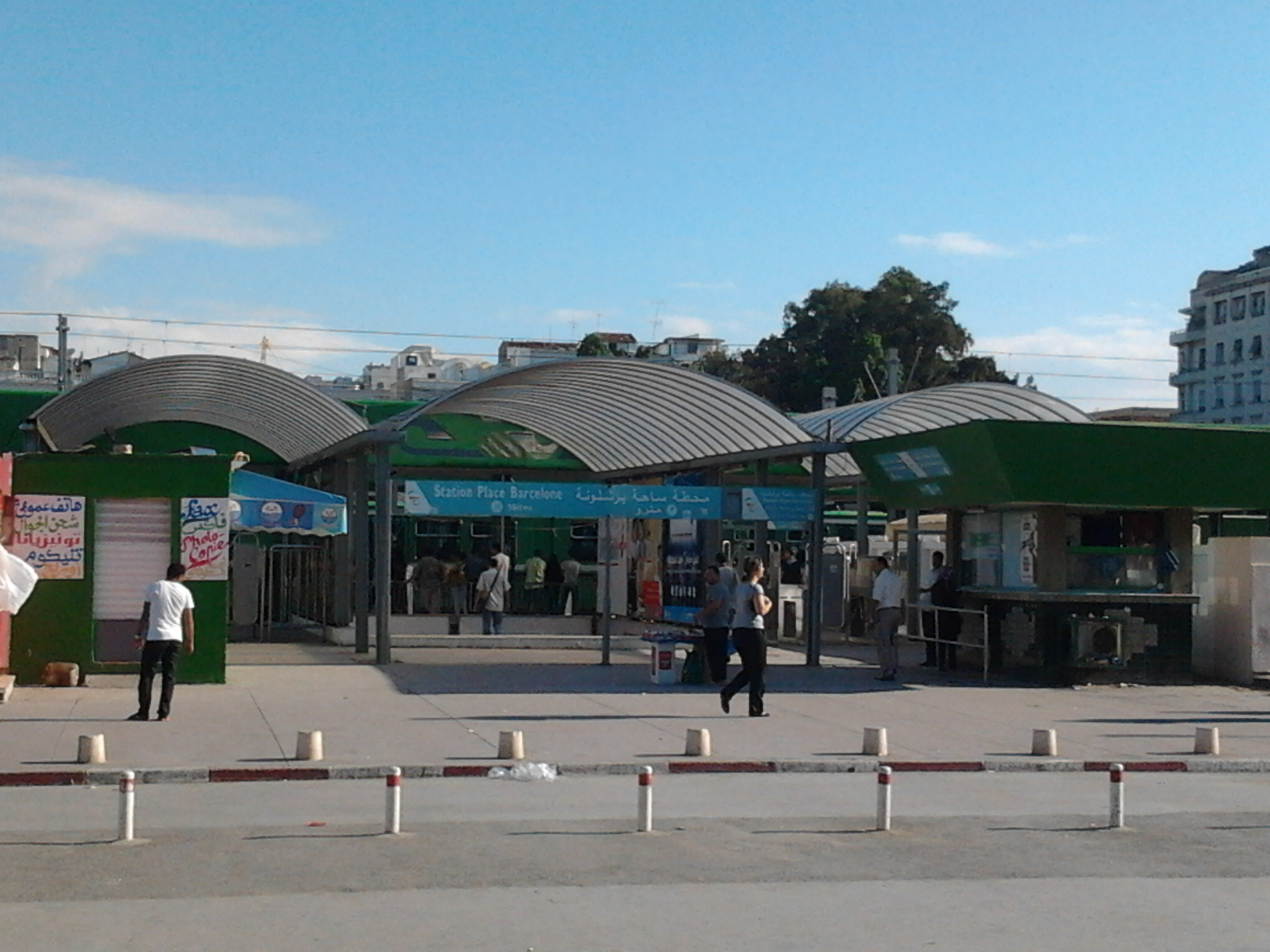
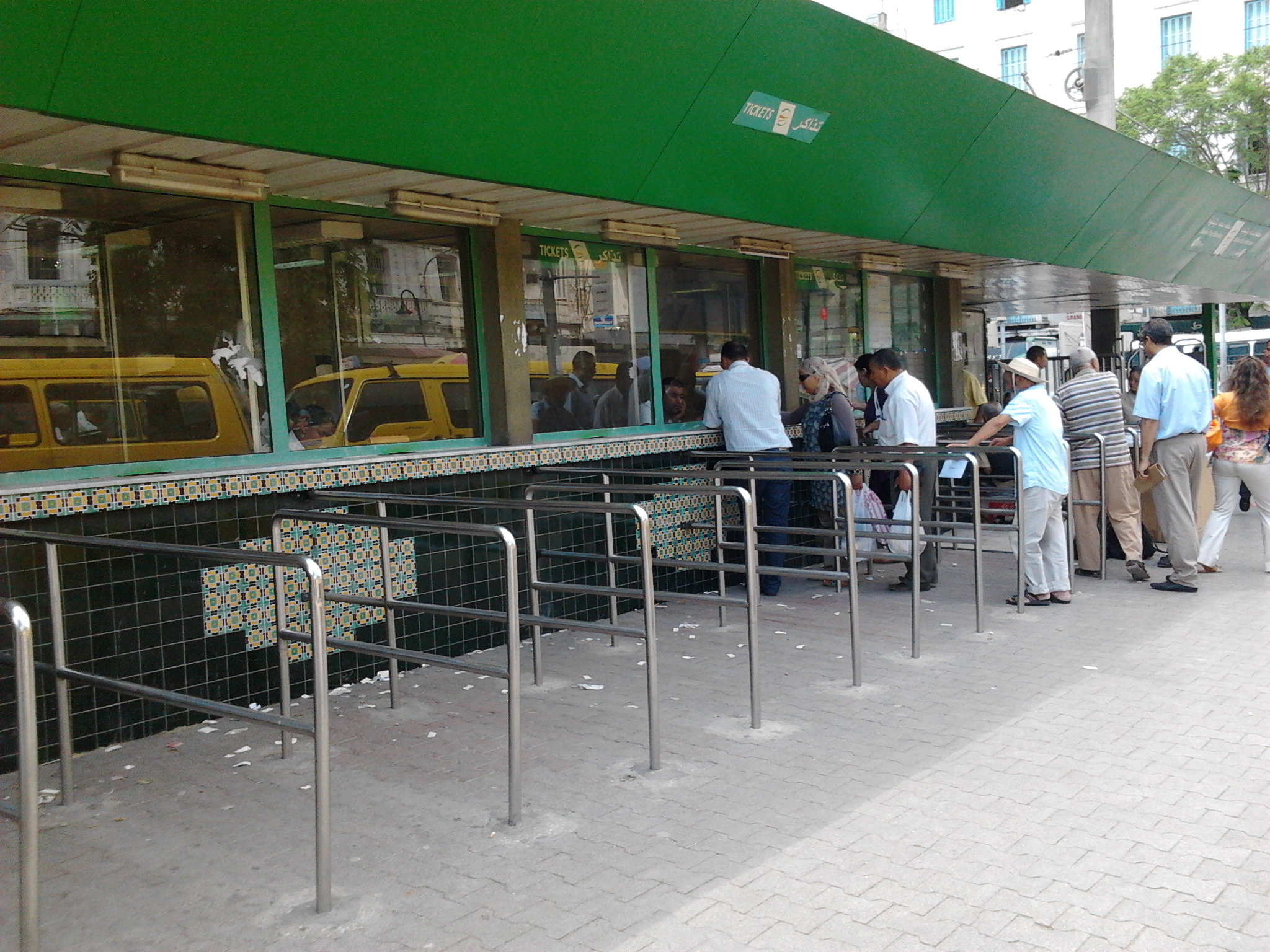